# Новикова Марія Олексіївна
Марі́я Олексі́ївна Но́викова (11 травня 1944 р., м. Барнаул, Росія) — український літературознавець та перекладознавець, письменниця і перекладачка. Докторка філологічних наук, професорка. Академік АН ВШ України з 1995 р. Літературне ім'я — Марина Новикова.

## Життєпис
Народилася 11 травня 1944 року в місті Барнаулі (Росія). Закінчила Кримський педінститут ім. М. В. Фрунзе (нині Таврійський національний університет імені В. І. Вернадського) у 1963 р. та Київський педінститут іноземних мов (нині Київський національний лінгвістичний університет) у 1966 р.
У 1961−1964 — учителька англійської мови СШ м. Сімферополя, у 1965 — 1970 — викладачка кафедри англійської філології Кримського педінституту; 1970 — 1978 (з перервою на докторантуру) — доцентка тієї ж кафедри.
З 1978 — доцентка, з 1983 — завідувачка кафедри англійської мови.
З 1986 р. — професорка кафедри російської та зарубіжної літератури Таврійського національного університету ім. В. І. Вернадського.
Кандидатка (1969), докторка (1982) філологічних наук, професорка (1985).

## Викладацька діяльність
Підготувала й читає курси: «Російська усна народна творчість», «Методи та принципи аналізу художнього твору», «Літературне краєзнавство», «Основи порівняльного літературознавства», «Вступ до літературознавства», «Основи теорії мовної комунікації», «Основи порівняльного літературознавства», «Методи та принципи перекладознавчого аналізу».

## Наукова діяльність
Сфера наукових інтересів: дослідження історії українського художнього перекладу (зокрема, перших українських перекладачів творів О.Пушкіна; творчості визначних майстрів українського перекладу Г. Кочура, М. Лукаша та В. Мисика). Міжкультурні дослідження фольклорних мотивів (зокрема, поєднання поганської та християнської традицій) у творчості шотландських, російських та українських поетів. Дослідження ранньослов'янських замовлянь.
Авторка численних книжок та статей з перекладознавства, літературознавства, фольклористики. Серед них монографії «Міфи та місія» (2005), «Прекрасен наш союз» (1986) та ін.; посібники «Символика в художественном тексте / Символика пространства (На материале „Вечеров на хуторе близ Диканьки“ Н. В. Гоголя и их английских переводов)» (1996, у співавт.), «Комментированная хрестоматия по истории шотландской литературы (поэзия XIII—XX вв.)» (2006); «Теорія адаптації: кроскультурний та перекладознавчий аспекти» (2006, у співавт.).
Підготувала 12 кандидатів наук.
Дійсний член (академік) Кримської Академії наук (1994).

## Літературна й перекладацька діяльність
Письменниця, перекладачка, літературний критик. Член Національної спілки письменників України та Міжнародної федерації перекладачів. Автор книжок віршів та перекладів «Шотландии кровавая луна / Антология шотландской поэзии XIII-ХХ веков» (2006), «С Богом и платочек» (2000). Перекладала російською мовою багатьох українських поетів, зокрема М. Зерова.
Лауреатка премій Ars Translationis (1990), Спілки перекладачів Болгарії та Академічної Нагороди АН ВШ України (2007).

### Наукові праці
- Прекрасен наш союз (1986)
- Символика в художественном тексте / Символика пространства (На материале «Вечеров на хуторе близ Диканьки» Н. В. Гоголя и их английских переводов)" (1996, у співавт.),
- Міфи та місія, Київ: видавництво «Дух і літера», (2005). — 432 с
- Теорія адаптації: кроскультурний та перекладознавчий аспекти" (2006, у співавт.).

### Переклади
- Шотландии кровавая луна / Антология шотландской поэзии XIII-ХХ веков" (2006),
- Комментированная хрестоматия по истории шотландской литературы (поэзия XIII—XX вв.) (2006)

### Художні твори
- С Богом и платочек (2000).